# Діяра Саїдходжаєва
Діяра Саїдходжаєва (нар. 29 січня 1990) — колишня узбецька тенісистка.
Найвищу одиночну позицію світового рейтингу — 886 місце досягла 16 липня 2007, парну — 664 місце — 7 липня 2008 року.
Завершила кар'єру 2010 року.

## Фінали ITF

### Парний розряд: 1 (0–1)
| Легенда          |
| ---------------- |
| турніри $100,000 |
| турніри $80,000  |
| турніри $60,000  |
| турніри $25,000  |
| турніри $15,000  |

| Фінали за покриттям |
| ------------------- |
| Тверде (0–1)        |
| Ґрунт (0–0)         |
| Трава (0–0)         |
| Килим (0–0)         |

| Результат | Ранг | Дата     | Турнір               | Покриття | Партнерка          | Суперниці                              | Рахунок             |
| --------- | ---- | -------- | -------------------- | -------- | ------------------ | -------------------------------------- | ------------------- |
| Поразка   | 1.   | Тра 2008 | ITF Бангкок, Таїланд | Тверде   | Альбіна Хабібуліна | Напапорн Тонгсалі Сучанун Віратпрасерт | 6–1, 6–7(3), [8–10] |

## Участь у Кубку Федерації

### Одиночний розряд (4–1)
| Розіграш                                        | Стадія | Дата           | Місце                     | Супротивник    | Покриття | Суперниця            | W/L | Рахунок  |
| ----------------------------------------------- | ------ | -------------- | ------------------------- | -------------- | -------- | -------------------- | --- | -------- |
| Кубок Федерації 2005 Oceania Zone Group II      | R/R    | 20 квітня 2005 | Нью-Делі, Індія           | Сирія          | Тверде   | Нівін Кезбарі        | W   | 6–0, 6–0 |
| Кубок Федерації 2005 Oceania Zone Group II      | R/R    | 21 квітня 2005 | Нью-Делі, Індія           | Туркменістан   | Тверде   | Уммарахмат Хумметова | W   | 6–0, 6–0 |
| Кубок Федерації 2007 зона Азії/Океанії, група I | R/R    | 16 квітня 2007 | Крайстчерч, Нова Зеландія | Сінгапур       | Тверде   | Лі Вейбін            | W   | 6–0, 6–2 |
| Кубок Федерації 2007 зона Азії/Океанії, група I | R/R    | 18 квітня 2007 | Крайстчерч, Нова Зеландія | Південна Корея | Тверде   | Лі Є Ра              | L   | 1–6, 4–6 |
| Кубок Федерації 2007 зона Азії/Океанії, група I | P/O    | 21 квітня 2007 | Крайстчерч, Нова Зеландія | Індія          | Тверде   | Анкіта Бгамбрі       | W   | 6–4, 6–4 |

### Парний розряд (6–0)
| Розіграш                                         | Стадія | Дата           | Місце                     | Супротивник  | Покриття | Партнерка           | Суперниці                             | W/L | Рахунок            |
| ------------------------------------------------ | ------ | -------------- | ------------------------- | ------------ | -------- | ------------------- | ------------------------------------- | --- | ------------------ |
| Кубок Федерації 2005 зона Азії/Океанії, група II | R/R    | 19 квітня 2005 | Нью-Делі, Індія           | Філіппіни]   | Тверде   | Акгуль Аманмурадова | Чаріна Аревало Деніс Дай              | W   | 6-4, 6-4           |
| Кубок Федерації 2005 зона Азії/Океанії, група II | R/R    | 20 квітня 2005 | Нью-Делі, Індія           | Сирія        | Тверде   | Акгуль Аманмурадова | Нівін Кезбарі Хазар Сідкі             | W   | 6-1, 6-2           |
| Кубок Федерації 2005 зона Азії/Океанії, група II | R/R    | 21 квітня 2005 | Нью-Делі, Індія           | Туркменістан | Тверде   | Акгуль Аманмурадова | Уммарахмат Хумметова Альміра Халлиєва | W   | 6-0, 6-0           |
| Кубок Федерації 2007 зона Азії/Океанії, група I  | R/R    | 16 квітня 2007 | Крайстчерч, Нова Зеландія | Сінгапур     | Тверде   | Альбіна Хабібуліна  | Беєр Ко Лі Вейбін                     | W   | 6-0, 6-4           |
| Кубок Федерації 2007 зона Азії/Океанії, група I  | R/R    | 17 квітня 2007 | Крайстчерч, Нова Зеландія | Гонконг      | Тверде   | Альбіна Хабібуліна  | Лам По Куен Тонґ Ка-по                | W   | 6-2, 5–7, 3-3 ret. |
| Кубок Федерації 2007 зона Азії/Океанії, група I  | P/O    | 21 квітня 2007 | Крайстчерч, Нова Зеландія | Індія        | Тверде   | Альбіна Хабібуліна  | Анкіта Бгамбрі Тара Ієр               | W   | 6-3, 7–5, 7-6(11)  |

## ITF junior results

### Одиночний розряд (5–3)
| Легенда (Win/Loss) |
| ------------------ |
| Категорія GA       |
| Категорія G1       |
| Категорія G2       |
| Категорія G3       |
| Категорія G4       |
| Категорія G5       |

| Результат | Ранг | Дата          | Місце               | Grade | Покриття | Суперниця               | Рахунок  |
| --------- | ---- | ------------- | ------------------- | ----- | -------- | ----------------------- | -------- |
| Поразка   | 1.   | червень 2003  | Бішкек, Киргизстан  | G5    | Ґрунт    | Аміна Рахім             | 1–6, 1–6 |
| Поразка   | 2.   | серпень 2003  | Бішкек, Киргизстан  | G4    | Ґрунт    | Катерина Бякіна         | 0–6, 6–7 |
| Перемога  | 1.   | червень 2004  | Бішкек, Киргизстан  | G5    | Ґрунт    | Ксенія Палкіна          | 6–3, 6–3 |
| Перемога  | 2.   | серпень 2004  | Алмати, Казахстан   | G4    | Тверде   | Аміна Рахім             | 6–3, 6–3 |
| Перемога  | 3.   | червень 2005  | Ташкент, Узбекистан | G3    | Тверде   | Лутфіана-Аріс Будіхарто | 6–0, 6–3 |
| Перемога  | 4.   | липень 2005   | Каїр, Єгипет        | G3    | Ґрунт    | Сандія Нагарадж         | 6–4, 6–3 |
| Перемога  | 5.   | вересень 2005 | Ташкент, Узбекистан | G4    | Тверде   | Vlada Katic             | 6–0, 6–4 |
| Поразка   | 3.   | жовтень 2005  | Нонтхабурі, Таїланд | G2    | Тверде   | Майя Гаверова           | 5–7, 4–6 |

### Парний розряд (3–4)
| Результат | Ранг | Дата          | Місце                | Grade | Покриття | Партнерка           | Суперниці                               | Рахунок       |
| --------- | ---- | ------------- | -------------------- | ----- | -------- | ------------------- | --------------------------------------- | ------------- |
| Поразка   | 1.   | серпень 2003  | Бішкек, Киргизстан   | G4    | Ґрунт    | Каникей Койчуманова | Марія Ковальова Катерина Морозова       | 6–4, 6–7, 4–6 |
| Поразка   | 2.   | січень 2004   | Раджшахі, Бангладеш  | G3    | Тверде   | Тяша Смрекар        | Лі Явень Лінь Юдін                      | 5–7, 2–6      |
| Перемога  | 1.   | червень 2004  | Бішкек, Киргизстан   | G5    | Ґрунт    | Ксенія Палкіна      | Каникей Койчуманова Діана Нарзікулова   | 6–3, 7–6      |
| Поразка   | 3.   | серпень 2004  | Алмати, Казахстан    | G4    | Тверде   | Дар'я Бикодарова    | Марія Ковальова Катерина Морозова       | 1–6, 2–6      |
| Перемога  | 2.   | червень 2005  | Наманган, Узбекистан | G3    | Тверде   | Варатчая Вонгтінчай | Vlada Katic Ірина Матійчук              | 6–1, 6–7, 7–5 |
| Перемога  | 3.   | вересень 2005 | Ташкент, Узбекистан  | G4    | Тверде   | Катерина Морозова   | Тетяна Ігнатченко Нігора Сіроджиддінова | 6–1, 6–3      |
| Поразка   | 4.   | жовтень 2005  | Бангкок, Таїланд     | G1    | Тверде   | Джессі Ромп'єс      | Тайра Келдервуд Джессіка Мор            | 5–7, 4–6      |